# 講不出聲
〈講不出聲〉是香港歌手關菊英演唱的歌曲，由鄧智偉、嚴勵行和張美賢共同創作。此歌是2007年香港無線電視劇集《溏心風暴》的主題曲，收錄於無線歌手合輯《歌影傳情》中。

## 簡介
關菊英飾演反派王秀琴，拍完劇獲無線通知唱主題曲。這是她復出後首度灌唱新曲，香港流行音樂風氣的變化使她要花時間適應：由於該曲的音符密集，她要改掉以往拖音的習慣；以前錄音時要避免換氣聲，為了加強感染力，這次按監製鄧智偉要求加入換氣聲。編曲、製作則被指配合劇情，富於氣勢和張力。
跟七、八十年代電視劇主題曲的哲理歌詞（如關菊英所唱的狂潮）不同，張美賢著力描寫人性的黑暗面，呈現反派為自身惡行找藉口開脫的心理獨白。原始的詞稿沒有「講不出聲」四字，但無線高層為了讓歌曲易於傳唱，要求她在副歌加入這四個字為鈎印樂句（Hookline），她最初覺得通俗口語「講不出聲」跟全詞的口吻不配合，想不到竟然能使歌曲「大受歡迎」。
時任無線署理董事總經理方逸華曾嫌歌曲「太急」，但最後被鄧智偉說服，拍板採用此曲。

## 其他製作人員
- 和聲：劉祖德、曹潔敏
- 貝斯：陳明道；吉他：梁志權
- 錄音：Derek；混音：宋嘉恆

## 反響和獎項
〈講不出聲〉取得廣泛迴響，有論者視之為繼2004年的《大長今》主題曲後久違的大熱電視主題曲，並於該年中旬佔倨Neway熱唱榜和加州紅龍虎榜前列位置多周，而台灣歌手周杰倫亦曾在紅館的演唱會翻唱此曲。不過歌曲在年度樂壇頒獎禮表現一般，只獲得《2007年CASH金帆音樂獎》的「最佳女歌手演繹」和《Astro華麗台電視劇大獎2008》的「我的至愛主題曲」。

## 衍伸
張美賢曾說製作人覺得末句是富於「黑色幽默」的「歪理」，要求她為續集《溏心風暴之家好月圓》的主題曲〈無心害你〉填詞時繼續用這種寫法。